# (14679) Susanreed
(14679) Susanreed (1999 XN42) – planetoida z pasa głównego asteroid okrążająca Słońce w ciągu 3,7 lat w średniej odległości 2,39 j.a. Odkryta 7 grudnia 1999 roku.